# Burg Lützelhardt (Elsass)
Die Burg Lützelhardt (frz. Château de Lutzelhardt) ist eine mittelalterliche Burgruine westlich von Obersteinbach im Elsass. Sie ist eine Felsenburg und liegt in 330 Metern Höhe.

## Beschreibung
Vor- und Hauptburg liegen auf einem 20 Meter hohen, 60 × 10 Meter großen Felsplateau. Souterrains, Zisterne, Reste des Bergfrieds und der Wohngebäude sind erhalten.

## Geschichte
Die Burg Lützelhardt wurde wahrscheinlich um 1200 durch die Vögte von Wasselnheim erbaut. Die erste urkundliche Erwähnung wird auf das Jahr 1250 datiert. 1297 wurde die Burg Vogteiburg des Herzogs von Lothringen. Dennoch wurde sie 1363 stückweise an Heinrich von Fleckenstein, 1395 ein ganzes Viertel der Burg für 500 Gulden an Graf Philipp I. von Nassau verkauft. Zwei Jahre später, 1397, wurde die Burg Lützelhardt von den Einwohnern Straßburgs „gebrannt“. Ein weiterer Teil wurde 1450 an Wirich Puller von Hohenburg abgetreten. 1462 wurde die Burg eineinhalb Tage lang von der Stadt Weißenburg belagert und schließlich erstürmt, um drei Unedle festzunehmen. 1538 schließlich musste die gesamte Burg an Graf Jakob von Zweibrücken-Bitsch abgetreten werden. Nach dem Aussterben der Bitscher Linie fiel die Burg 1550 an die Grafen von Hanau-Lichtenberg. Bereits 1606 wurde die Burg als Ruine bezeichnet, wahrscheinlich wurde sie im Dreißigjährigen Krieg vollends zerstört. Die somit unbrauchbar gewordene ehemalige Vogteiburg Lothringens fiel anschließend im Jahr 1638 an die Landgrafen von Hessen-Darmstadt. Heutzutage ist die Burg Eigentum des französischen Staats. Sie liegt im Naturwaldreservat Adelsberg-Lutzelhardt.